# Roots: The Next Generations
Roots: The Next Generations is een Amerikaanse televisieserie uit 1979 naar het boek Roots: Wij zwarten van Alex Haley. De serie is een vervolg op de televisieserie Roots uit 1977. Na Roots: The Next Generations verschenen nog de film Roots: The Gift in 1988 en de serie Alex Haley's Queen in 1993, gevolgd door een remake in 2016, eveneens getiteld Roots. Het budget van de serie was 16,6 miljoen dollar, drie maal het budget van de eerste serie. De serie is handelt rond de laatste zeven hoofdstukken van het boek.

## Verhaal
Het verhaal gaat verder waar het was gestopt in de vorige serie. Het eerste deel speelt zich af in de jaren tachtig van de negentiende eeuw. Het tweede deel vindt plaats in de prille twintigste eeuw, met stijgende spanningen tussen zwart en wit in het zuiden van de Verenigde Staten. Het derde deel speelt zich af rond de Eerste Wereldoorlog, en toont ook de Ku Klux Klan. In dit deel zal Alex Haley geboren worden. In het vierde deel komt de Grote Depressie aan bod. De Tweede Wereldoorlog vormt de setting voor het vijfde deel. Het zesde deel speelt zich af gedurende de wederopbouw. Het zevende en laatste deel speelt zich af in de jaren zestig van de twintigste eeuw.

## Hoofdpersonages
- Acteur/actrice - Personage (aantal afleveringen)

- Georg Stanford Brown – Tom Harvey (2)
- Lynne Moody – Irene Harvey (2)
- Debbi Morgan – Elizabeth Harvey (6)
- Beah Richards – Cynthia Harvey Palmer (older) (2)
- Henry Fonda – Colonel Frederick Warner (3)
- Olivia de Havilland – Mrs. Warner (2)
- Richard Thomas – Jim Warner (3)
- Marc Singer – Andy Warner (4)
- Stan Shaw – Will Palmer (4)
- Fay Hauser – Carrie Barden (4)
- Irene Cara – Bertha Palmer Haley (3)
- Avon Long – Chicken George Moore (1)
- Roger E. Mosley – Lee Garnet (1)
- Paul Koslo – Earl Crowther (4)
- Harry Morgan – Bob Campbell (1)
- Dorian Harewood – Simon Haley (5)
- Ruby Dee – Queen Haley (3)
- Hal Williams – Alec Haley (1)
- Greg Morris – Beeman Jones (1)
- Brian Stokes Mitchell – John Dolan (1)
- Ja'net Dubois – Sally Harvey (1)
- Slim Gaillard – Sam Wesley (1)
- George Voskovec – Mr. Goldstein (1)
- Jason Wingreen – Judge Quartermain (1)
- Charlie Robinson – Luke Bettiger (1)
- Ossie Davis – Dad Jones (1)
- Kene Holliday – Detroit (1)
- Albert Popwell – Fader (1)
- John Rubinstein – Lieutenant Hamilton Ten Eyck (1)
- Bernie Casey – Bubba Haywood (1)
- Pam Grier – Francey (1)
- Roosevelt Grier – Big Slew Johnson (1)
- James Daly – R.S.M. Boyce (1)
- Percy Rodriguez – Boyd Moffatt (1)
- Robert Culp – Lyle Pettijohn (1)
- Dina Merrill – Mrs. Hickinger (1)
- Brock Peters – Ab Dekker (1)
- Bever-Leigh Banfield – Cynthia Palmer (young adult) (3)
- Paul Winfield – Dr. Horace Huguley (1)
- Lynn Hamilton – Cousin Georgia Anderson (3)
- Kristoff St. John – Alex Haley (child) (1)
- Logan Ramsey – F.R. Lewis (1)
- Dennis Fimple – Sheriff Duffy (1)
- Damon Evans – Alex Haley (ages 16–28) (1)
- Debbie Allen – Nan Branch Haley (1)
- Andy Griffith – Commander Robert Munroe (1)
- Diahann Carroll – Zeona Haley (1)
- Rafer Johnson – Nelson (1)
- Carmen McRae – Lily (1)
- John Hancock – Scotty (1)
- Telma Hopkins – Daisy (1)
- Kim Fields – Lydia Haley (1)
- Milt Kogan – Mel Klein (1)
- James Earl Jones – Alex Haley (ages 39–46) (1)
- Howard Rollins – George Haley (1)
- Marlon Brando – George Lincoln Rockwell (1)
- Al Freeman jr. – Malcolm X (1)
- Barbara Barrie – Dodie Brattle (1)
- Linda Hopkins – Singer (1)
- Bobby Short – Himself (1)
- Lee Chamberlin – Odile Richards (1)
- Norman Fell – Paul Reynolds (1)
- James Broderick – Dr. Lewis (1)
- Michael Constantine – Dr. Vansina (1)
- Johnny Sekka – Ebau (1)
- Zakes Mokae – African Minister (1)
- Claudia McNeil – Sister Will Ada (1)
- Bianca Ferguson – Sophia (1)
- Philip Michael Thomas – Eddie Franklin (1)